# Richard Dannatt
Lord Francis Richard Dannatt, Baron Dannatt, född 23 december 1950, är en brittisk general och f.d. chef för den brittiska armén. År 2006 utnämndes han till generalstabschef där han efterträddes av David Richards i augusti 2009. Den 1 augusti 2009 utnämndes Dannatt till den ceremoniella positionen konstapel av Towern.

## Biografi
Dannatt är utbildad vid Felsted School, Felsted i Essex och St Lawrence College i Kent. Han bor i Norfolk och gifte sig med sin fru, Phillippa år 1977. De har tre söner och en dotter tillsammans. En av hans söner jobbar i Grenadier Guards. Dannatt är ställföreträdare för den brittiska officeren Christian Association och ledaren för en bibelstudium organisation för soldater.

## Militär bakgrund
Dannatt har en examen från University of Durham, och anslöt sig till Green Howards under 1971 efter att ha utbildats på officersskolan Sandhurst. Han tjänstgjorde i Nordirland, där han som 22-åring fick utmärkelsen Military Cross. Senare tjänstgjorde han på Cypern och i Tyskland. Från 1989 till 1991, var han bataljonschef.
Från 1994 till 1996, var han chef för 4:e pansarbrigaden i Tyskland och Bosnien. År 1999 tog han över kommandot av 3:e divisionen i Kosovo. Han tjänstgjorde i generalstaben från 2001 till 2002 innan han blev chef över Natos Allied Rapid Reaction Corps (ARRC). I mars 2005 tog han över som Commander-in-Chief of British Army (Chef över brittiska armén). 2009 gick ur tjänst för att istället bli David Camerons försvarsrådgivare. I samband med detta utsågs han också till Constable of the Tower d.v.s. föreståndare för Towern.